# Срібна
Срібна — річка в Україні, у Лисянському районі Черкаської області. Ліва притока Гірського Тікичу (басейн Південного Бугу).

## Опис
Довжина річки 19 км, похил річки — 2,5 м/км. Формується з декількох безіменних струмків та багатьох водойм. Площа басейну 163 км².
Притоки: Пожиточна, Бачва (ліві).

## Розташування
Срібна бере початок на південному заході від села Виноград. Переважно тече на південний захід у межах села Розкошівки. У селі Кислин впадає у річку Гірський Тікич, ліву притоку Тікичу.